# Сенатський реєстратор
Сенатський реєстратор — в Російської імперії цивільний чин згідно Табелі про ранги відносився до XIII класу. 
Був введений в 1764 році і скасований в 1834 році. Особи, що його мали, займали посади дрібних службовців, здебільшого у Сенаті.
Титульне звернення до сенатських реєстраторів було - «ваша шляхетність».

## Відповідав чинам
В піхоті: унтер-лейтенант (1722—1730), підпоручик (з 1730).